# Max Dalban
René Anselme Huet, dit Max Dalban, né le 27 mai 1908 à Paris 16e et mort le 9 février 1958 à Paris 15e est un acteur français.

## Filmographie
- 1928 : Tire-au-flanc de Jean Renoir : un soldat de l'escouade
- 1928 : Le Tournoi dans la cité de Jean Renoir
- 1931 : La Chienne de Jean Renoir : Bernard
- 1932 : Moune et son notaire de Hubert Bourlon : Valentin Parpevieille
- 1932 : Chotard et Cie de Jean Renoir : le commis
- 1932 : Baleydier de Jean Mamy
- 1932 : La Nuit du carrefour de Jean Renoir : le docteur
- 1932 : Boudu sauvé des eaux de Jean Renoir : Godin
- 1933 : La Rue sans nom de Pierre Chenal
- 1935 : Toni de Jean Renoir : Albert
- 1936 : La vie est à nous de Jean Renoir : Brochard, le chrono
- 1937 : Les Mutinés de l'Elseneur de Pierre Chenal et Christian Matras : Tom Spink
- 1937 : L'Alibi de Pierre Chenal : le 2e inspecteur
- 1937 : La Bataille silencieuse de Pierre Billon : Robert
- 1938 : Vidocq de Jacques Daroy
- 1939 : La Maison du Maltais de Pierre Chenal : un ami de Chervin
- 1939 : Pièges de Robert Siodmak
- 1940 : Pour le maillot jaune de Jean Stelli
- 1943 : Secrets de Pierre Blanchar : M. Amadou
- 1943 : Le Colonel Chabert de René Le Hénaff
- 1944 : La Collection Ménard de Bernard Roland : l'assistant
- 1944 : Le Carrefour des enfants perdus de Léo Joannon : Pierre, le cafetier (non crédité)
- 1944 : Le Merle blanc de Jacques Houssin
- 1945 : L'Extravagante Mission de Henri Calef
- 1946 : Impasse de Pierre Dard
- 1946 : Leçon de conduite de Gilles Grangier : Mario
- 1946 : Le Couple idéal de Bernard Roland et Raymond Rouleau : un ami d'Henri
- 1947 : Panique de Julien Duvivier : Capoulade, le boucher
- 1947 : Le silence est d'or de René Clair : Cricri
- 1947 : Les gosses mènent l'enquête de Maurice Labro : le médecin
- 1947 : La Maison sous la mer
- 1948 : Si jeunesse savait de André Cerf : P'tit Louis
- 1948 : Clochemerle de Pierre Chenal : Arthur Torbayon
- 1948 : Les Amants de Vérone  de André Cayatte : un tueur
- 1948 : Un dimanche à Paris de Claude Lalande - court métrage -
- 1949 : Au royaume des cieux  de Julien Duvivier : Barattier
- 1949 : Le Jugement de Dieu de Raymond Bernard : le boucher
- 1949 : On demande un assassin de Ernst Neubach : Rosse
- 1949 : Maya de Raymond Bernard : le gros homme
- 1950 : Maria du bout du monde de Jean Stelli
- 1950 : On demande un bandit de Henri Verneuil - court métrage -
- 1950 : L'Art d'être courtier de Henri Verneuil - court métrage -
- 1950 : Les Raisons de Piédalu de Jean Loubignac - court métrage -
- 1950 : La Valse de Paris de Marcel Achard : le déménageur
- 1950 : Véronique de Robert Vernay : le déménageur
- 1950 : Le Gang des tractions-arrière de Jean Loubignac : Victor
- 1950 : La Rue sans loi de Marcel Gibaud : Fifille
- 1951 : Piédalu à Paris de Jean Loubignac : Étienne
- 1951 : Deux sous de violettes de Jean Anouilh : le cafetier
- 1951 : Ma femme est formidable de André Hunebelle : un déménageur
- 1951 : Les Nuits de Paris de Ralph Baum
- 1951 : Anatole chéri de Claude Heymann
- 1952 : Les Belles de nuit de René Clair : l'oriental qui amène des ciseaux (non crédité)
- 1952 : Piédalu fait des miracles de Jean Loubignac
- 1952 : Quitte ou double de Robert Vernay
- 1952 : Rires de Paris de Henry Lepage
- 1953 : C'est arrivé à Paris de Henri Lavorel : le boucher
- 1953 : Week-end à Paris (Innocents in Paris) de Gordon Parry : le boucher (non crédité)
- 1953 : Boum sur Paris de Maurice de Canonge
- 1953 : L'Esclave de Yves Ciampi : le consommateur
- 1954 : Enrico cuisinier de Paul Grimault
- 1954 : Secrets d'alcôve de Jean Delannoy - dans le sketch : le lit de la Pompadour
- 1954 : Leguignon guérisseur de Maurice Labro : l'épicier
- 1955 : French Cancan de Jean Renoir : le patron de la « Reine Blanche » (non crédité)
- 1955 : L'Impossible Monsieur Pipelet de André Hunebelle : un client sympathique
- 1955 : On déménage le colonel de Maurice Labro
- 1955 : Tant qu'il y aura des femmes d'Edmond T. Gréville
- 1955 : Si Paris nous était conté de Sacha Guitry : Jules Villé (non crédité)
- 1956 : Cette sacrée gamine (non crédité) de Michel Boisrond
- 1956 : Voici le temps des assassins de Julien Duvivier : un ami d'André, travailleur des Halles (non crédité)
- 1956 : Courte tête de Norbert Carbonnaux : le gros homme au hammam
- 1956 : Bonsoir Paris, bonjour l'amour de Ralph Baum et H. Leitner
- 1956 : C'est une fille de Paname de Henri Lepage
- 1956 : Je reviendrai à Kandara de Victor Vicas
- 1957 : L'Ami de la famille de jack Pinoteau
- 1957 : Comme un cheveu sur la soupe de Maurice Regamey : le patron du café « Le Bazar »
- 1958 : C'est la faute d'Adam de Jacqueline Audry : Jean-Loup

## Théâtre
- 1928 : Victor ou les Enfants au pouvoir de Roger Vitrac, mise en scène d'Antonin Artaud : le docteur
- 1935 : Fausse Monnaie de Gabriel d'Hervilliez : l'agent Sansonnet